# Kyllenisches Adonisröschen
Das Kyllenische Adonisröschen (Adonis cyllenea) ist eine Pflanzenart aus der Gattung Adonisröschen (Adonis) innerhalb Familie der Hahnenfußgewächse (Ranunculaceae). Sie ist ein Endemit in Griechenland.

## Beschreibung
Adonis cyllenea wächst als ausdauernde krautige Pflanze und erreicht Wuchshöhen von 25 bis 60 (bis 80) Zentimetern. Die ganze Pflanze duftet leicht nach Brennnessel oder Holunder. Das kräftige, spärlich verzweigte Rhizom besitzt lange, dicke Faserwurzeln. Der einzeln oder zu wenigen stehende, aufrechte Stängel ist schwach verzweigt oder unverzweigt, jede Verzweigung endet in einer endständigen großen Blüte. Die Laubblätter sind locker weichhaarig bis fast kahl. Die ein bis drei Grundblätter sind bis 40 Zentimeter lang und lang gestielt, der Stiel ist am Grund zu einer Blattscheide erweitert. Ihre Blattspreite ist 5 bis 15 Zentimeter lang und meist kürzer als der Blattstiel, sie ist mehrfach fiederschnittig mit dreieckig-eiförmigem Umriss. Die sehr zahlreichen und dicht gestellten Endabschnitte sind meist 3 bis 4 Millimeter lang und 1 bis 1,5 Millimeter breit, lanzettlich und spitz bis zugespitzt. Die wenigen bis mehreren Stängelblätter sind den Grundblättern ähnlich, aber kurz gestielt und nach oben hin an Größe abnehmend, die obersten sind gegenständig oder wirtelig und stehen unmittelbar unter der Blüte.
Die im Durchmesser bis 7,5 Zentimeter große, zwittrige Blüte ist radiärsymmetrisch mit zwei unterschiedlichen Blütenhüllkreisen. Die fünf hell gelblichgrünen, halb durchscheinenden, kahlen oder spärlich weichhaarigen Kelchblätter sind lanzettlich bis breit lanzettlich, selten zwei- bis dreilappig, mehr oder weniger spitz und fast genauso lang wie die Kronblätter. Die acht bis elf (bis fünfzehn) leuchtend zitronengelben Kronblätter sind 20 bis 35 Millimeter lang und 8 bis 10 Millimeter breit, verkehrt-eiförmig mit stumpfem oder kurz bespitztem oberen Ende. Es sind viele Staubblätter vorhanden; die Staubfäden sind etwa 5 Millimeter lang, die breit linealischen, gelben Staubbeutel etwa 4 Millimeter. 20 bis 40 Nussfrüchtchen sind in einer kugeligen Sammelfrucht mit einem Durchmesser von 16 bis 24 Millimeter zusammengefasst. Der reif bräunlich-grüne, 5 bis 6 Millimeter lange und 4 bis 5 Millimeter breite Körper des Nüsschens ist schief eiförmig-rhombisch, kaum zusammengedrückt, mit einem lockeren Adernetz und spärlich kurzflaumig, der dünne Schnabel ist etwa 4 Millimeter lang und widerhakenförmig gekrümmt.
Die Blütezeit findet bald nach der Schneeschmelze von Ende April bis Anfang Juni statt, die Fruchtzeit im Juni. Nach Juli sterben die oberirdischen Teile ab.
Die Chromosomenzahl beträgt 2n = 16.

## Vorkommen
Das Kyllenische Adonisröschen ist Endemit des nördlichen Peloponnes in Griechenland. Es ist von den Gebirgsstöcken Killini, Oligyrtos, Trachy und Saitas bekannt. Es besiedelt feuchte, nährstoffreiche Standorte in Dolinen, Schluchten und auf Feuchtwiesen in Waldlichtungen in Höhenlagen von 1000 bis 1850 Metern.
Am Berg Saitas fand man über 100.000 Einzelpflanzen des Kyllenischen Adonisröschens in Höhenlagen von 1400 bis 1800 Metern; dieses Gebiet beherbergt die größte bekannte Population von Adonis cyllenea.

### Naturschutz
Das Kyllenische Adonisröschen wurde nach seiner Wiederentdeckung in den 1980er und 1990er Jahren als „Gefährdet“ (Vulnerable) eingestuft, 2009 nach der Entdeckung weiterer Wuchsorte auf „Potenziell gefährdet“ (Near Threatened) herabgestuft. Als wichtigste Gefährdungsursache gilt die Beweidung durch Ziegen, insbesondere der Verzehr der Blüten, der die generative Vermehrung der Pflanzen erheblich behindert. Das Kyllenische Adonisröschen wurde in einigen botanischen Gärten in Erhaltungskultur genommen. Wie andere gefährdete europäische Pflanzenarten ist das Kyllenische Adonisröschen in Deutschland durch die Bundesartenschutzverordnung besonders geschützt.

## Systematik und Entdeckungsgeschichte
Die Erstbeschreibung von Adonis cyllenea erfolgte 1856 durch Pierre Edmond Boissier, Theodor von Heldreich und Theodoros Georgios Orphanides. Das Artepitheton cyllenea bezieht sich auf den Berg Kyllene. Synonyme für Adonis cyllenea Boiss., Heldr. & Orph. sind Adonis pyrenaicus var. cylleneus (Boiss., Heldr. & Orph.) Huth, Chrysocyathus cylleneus (Boiss., Heldr. & Orph.) Chrtek & Slavíková und Adonanthe cyllenea (Boiss., Heldr. & Orph.) Sennikov. Adonis cyllenea wird innerhalb der Gattung Adonis in die Sektion Consiligo (DC.) Peterm. und die Untersektion Rosulatae Poschkurl. (Syn.: Subsect. Pyrenaicae Tamura) gestellt.
Auf der Grundlage eines 1858 im südlichen Pontischen Gebirge (antiker Name: Paryadres) durch Petr Aleksandrovich Tchichatscheff gesammelten Belegs einer Pflanze mit unreifen Früchten beschrieb Boissier 1867 Adonis cyllenea var. paryadrica Boiss., die sich durch einen dichter beblätterten Stängel und dichter behaarte Früchtchen mit eingerolltem Schnabel von den griechischen Pflanzen unterscheidet. Dieses Taxon ist nur von dieser Aufsammlung bekannt und konnte bei einer Nachsuche 1997 nicht gefunden werden.
Das Kyllenische Adonisröschen wurde 1848 von Theodor von Heldreich entdeckt. Weitere Aufsammlungen tätigte Theodoros Georgios Orphanides 1851 und 1854. Vorläufig letztmals gefunden wurde es 1892 durch die österreichischen Botaniker Eugen von Halácsy und Karl Grimus von Grimburg. Obwohl es mehrere unveröffentlichte Funde durch griechische Botaniker in den Jahren von 1932 bis 1977 gab, galt das Kyllenische Adonisröschen zeitweise als ausgestorben. In den 1990er Jahren wurden weitere Wuchsorte entdeckt.

## Nutzung in der Vergangenheit
Die unterirdischen Pflanzenteile wurde von der Landbevölkerung zur Behandlung von Krankheiten von Rindvieh genutzt.